# Santa Maria della Spina

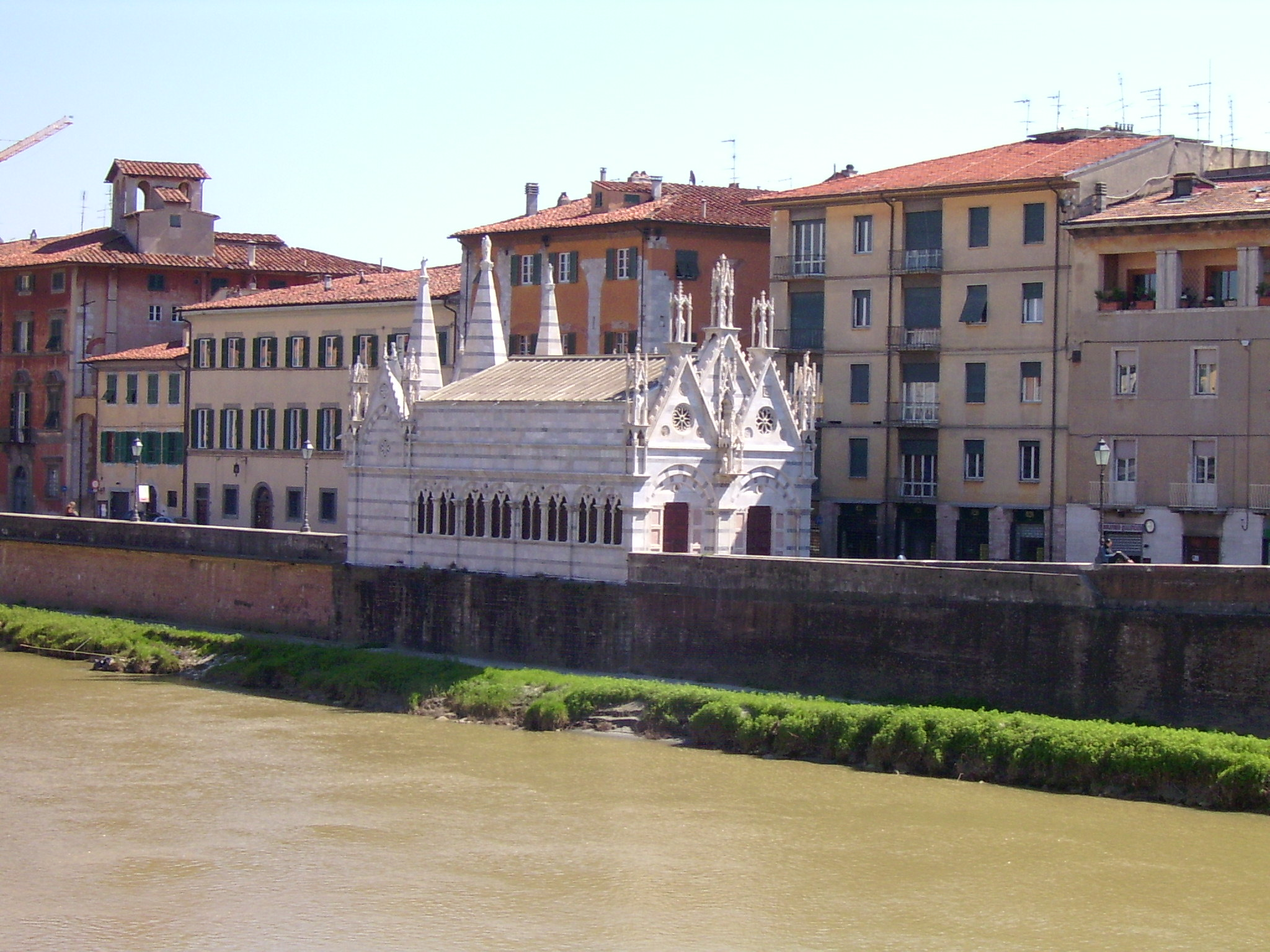
Santa Maria della Spina am Ufer des Arno

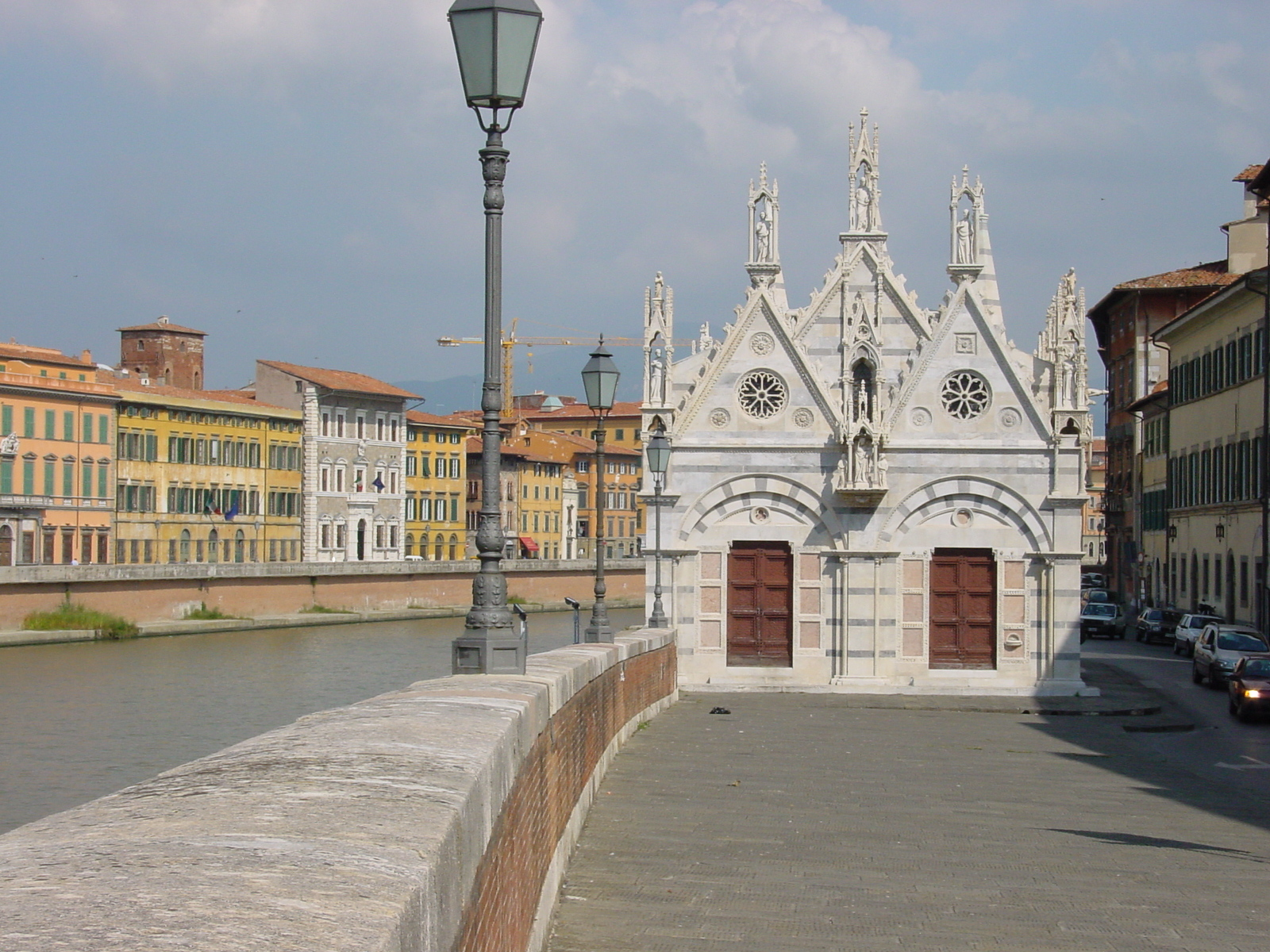
Frontansicht

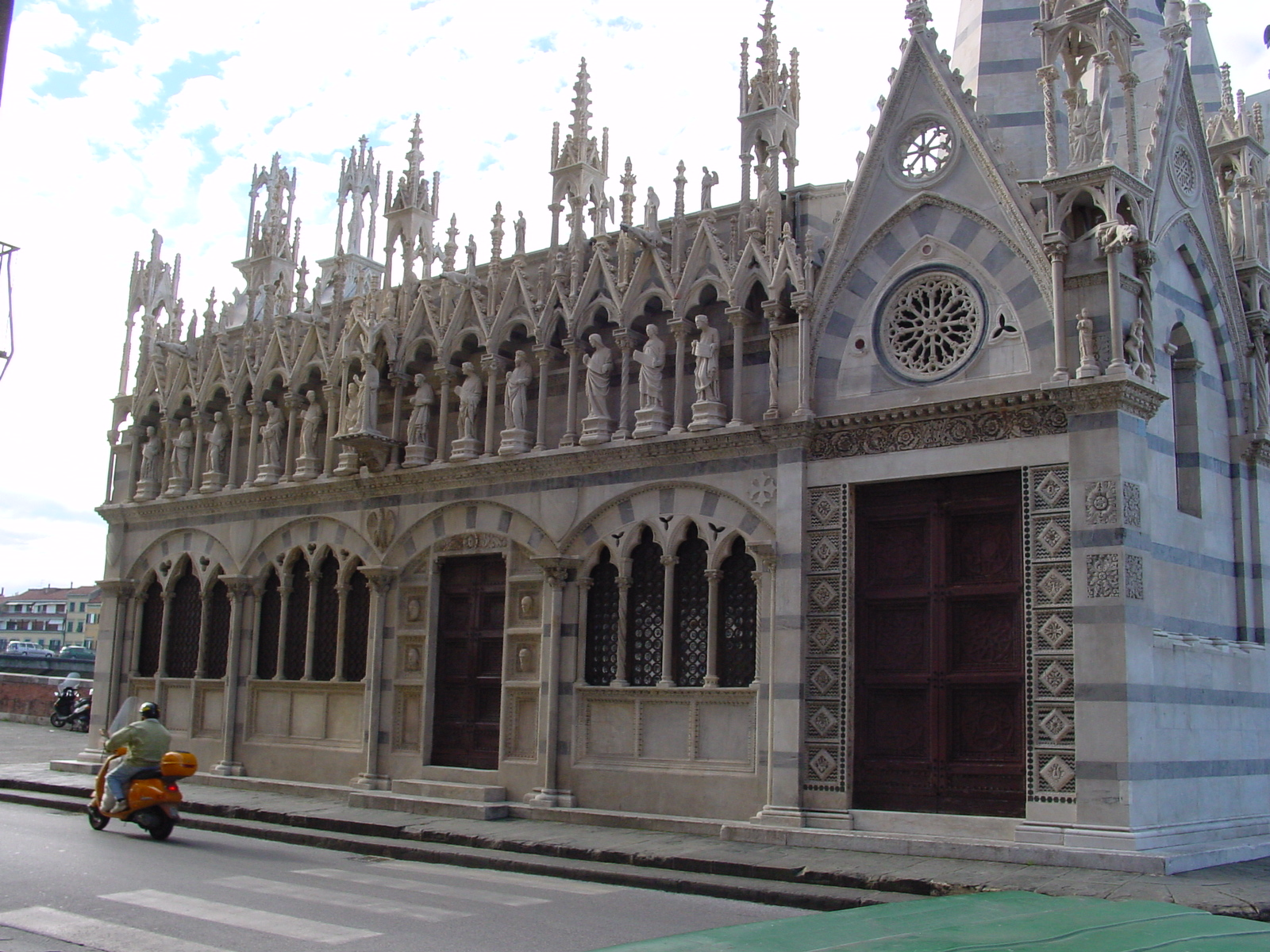
Seitenansicht

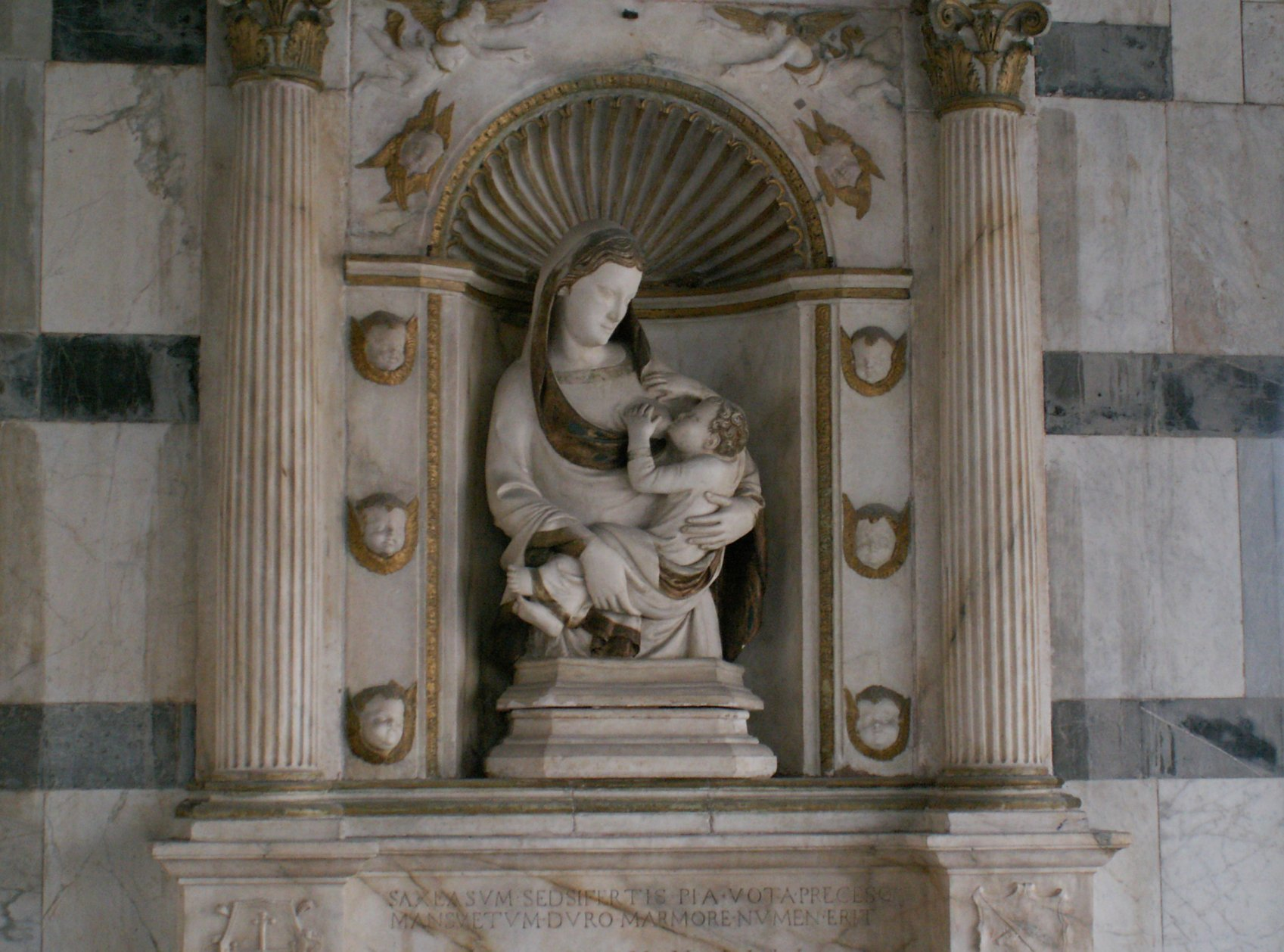
Stillende Madonna

Die Kirche Santa Maria della Spina oder auch Dornenkirche ist eine kleine Kirche in Pisa.
Die Bezeichnung stammt von einem Dorn der Dornenkrone, der lange Zeit in dieser Kirche aufbewahrt wurde. Dieser musste allerdings an die Kirche Santa Chiara abgegeben werden und liegt heute in deren Kapelle, die zum gleichnamigen Krankenhaus gehört.

## Geschichte
Um 1230 wurde mit dem Bau der Kirche als Oratorium der Santa Maria del Pontenuovo (ital. Heilige Maria der neuen Brücke) begonnen. Ursprünglich wurde sie auf dem Kiesbett des Flusses Arno gebaut und war von einem offenen Laubengang umgeben. 1323–1325 wurde sie vom Architekten und Bildhauer Lupo di Francesco erweitert und mit einer reichen Dekoration aus Giebelfeldern, Spitztürmen, Statuen, Ädikulen und Giebeln verziert. Als die Kirche 1333 der neue Aufbewahrungsort für das Reliquiar Dorn der Christuskrone wurde, bekam sie ihren heutigen Namen. Das Bauwerk ist mit der Inkrustation aus weißem Marmor und grünem Serpentin als Fassadenverkleidung typisch für die  Kirchenarchitektur der Toskana, wobei das überreiche gotische Figurenprogramm im Verhältnis zur Größe des Baus außergewöhnlich ist. Am Bau dieser Kirche waren berühmte Künstler des 14. Jahrhunderts, wie Lupo di Francesco, Giovanni di Balduccio, Andrea Pisano und Nino Pisano, beteiligt. Giovanni Pisano schuf u. a. die Madonna mit Kind und die Engel im Tabernakel zwischen den Portalgiebeln der Westfassade.
Mehrmals musste die Kirche wegen Hochwasserschäden restauriert werden. 1871 wurde die Kirche wegen des stetig drohenden Hochwassers demontiert und während der Umgestaltungsarbeiten der Arnopromenaden 1884 an der heutigen, höher gelegenen Stelle wieder aufgebaut. Zuletzt wurde die kleine Kirche 1996–1998 restauriert. Viele Statuen an der Außenwand der Kirche wurden durch Kopien ersetzt und sind als Original im Nationalmuseum San Matteo zu sehen.
Im Inneren der Kirche befinden sich Statuen der Madonna mit Kind, des Heiligen Petrus und Johannes des Täufers von Andrea Pisano und Nino Pisano aus der Zeit von 1345 bis 1349. Von Andrea Pisano stammt auch die Madonna del Latte (Stillende Madonna, wörtlich "Madonna der Milch"), die heute im Nationalmuseum San Matteo zu sehen ist. Weiterhin lässt sich auch noch der Tabernakel von Stagio Stagi betrachten, der 1534 für die Aufbewahrung des Dorns geschaffen wurde.